# Magyar fogathajtók listája
A magyar fogathajtók listája a magyar fogathajtó bajnokok, versenyzők nevét tartalmazza. A magyar fogathajtók 1930 óta megszakítás nélkül a világ legjobbjai közt szerepelnek Európa nagy versenyein.

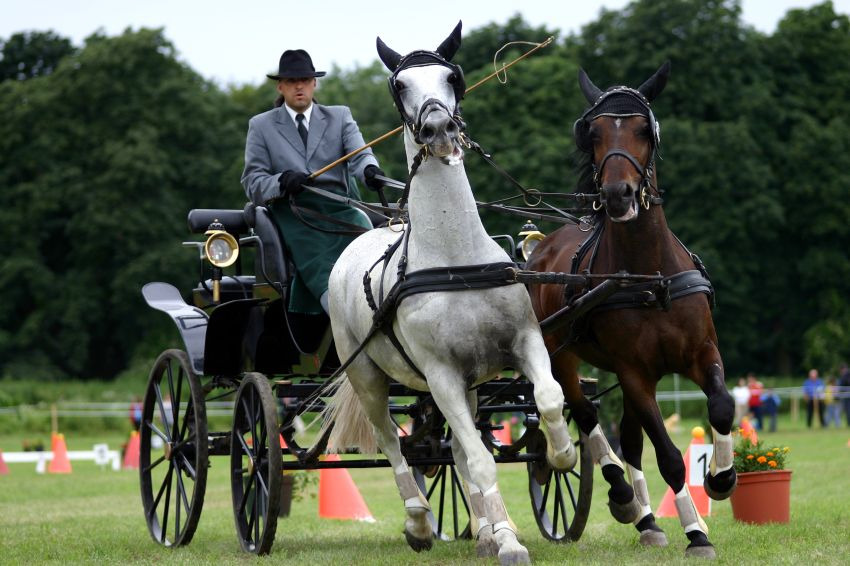

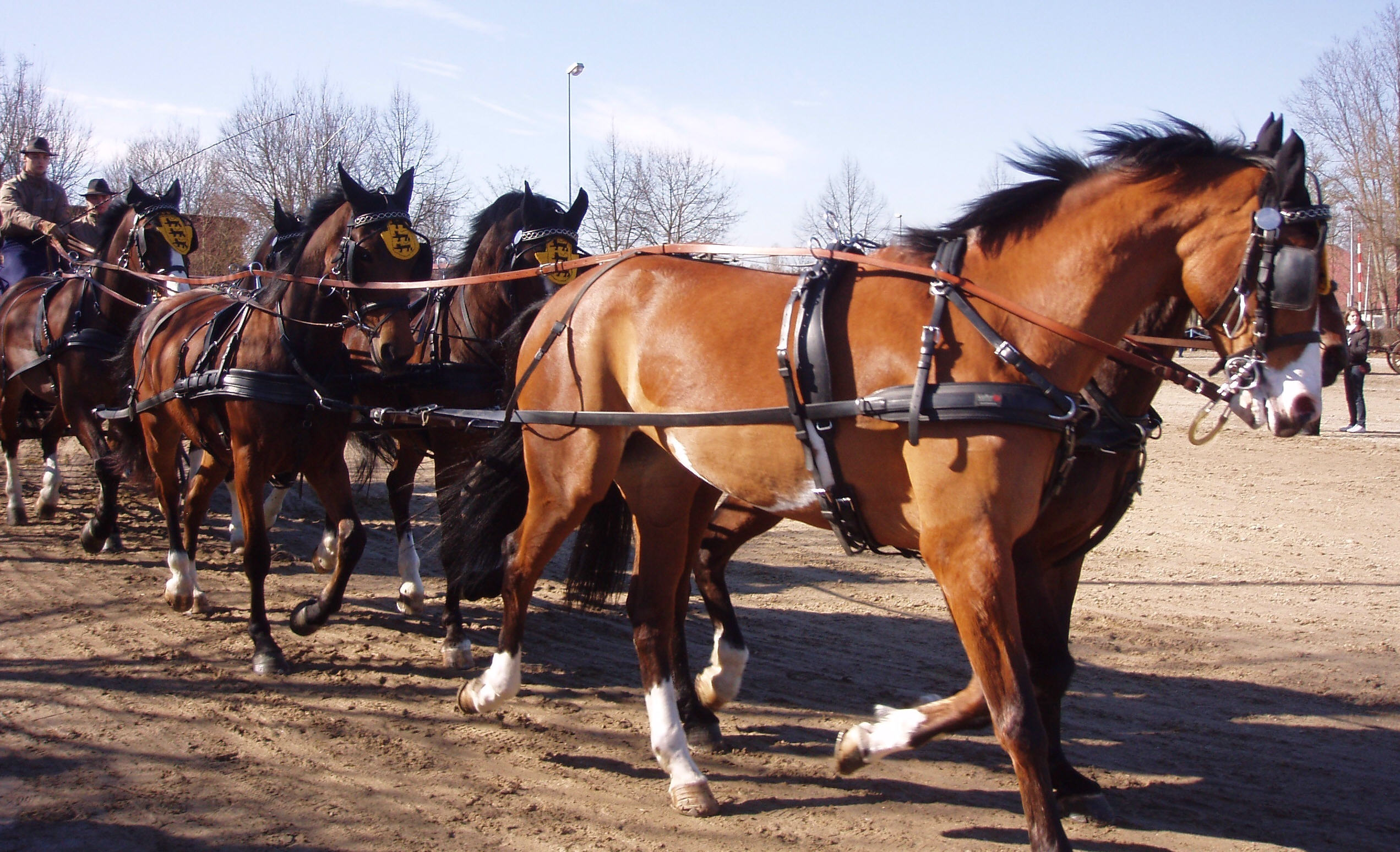

| Ábécé szerinti tartalomjegyzék                                                                           |
| --- |
| A, Á B C Cs D Dz Dzs E, É F G Gy H I, Í J K L Ly M N Ny O, Ó Ö, Ő P Q R S Sz T Ty U, Ú Ü, Ű V W X Y Z Zs |

## A
- Abonyi Imre
- Aszódi Richárd

## B
- Bárdos György
- Bozsik József
- Bozsik József ifj.

## D
- Dénes Mihály, (Újtelek) - pónifogathajtó
- Dobrovitz József
- Dobrovitz József ifj., (Vecsés) - pónifogathajtó
- Dudits Irma Luca (kettesfogathajtó)

## F
- Fülöp Sándor

## G
- Genzwein Marina pónifogathajtó

## H
- Hölle Martin, (Újhartyán) - pónifogathajtó

## J
- Jámbor Vilmos
- Juhász László
- Juhász László ifj., (Bugac) - pónifogathajtó

## K
- Kádár László
- Kántor Dávid (Nyírtura) - pónifogathajtó
- Kenéz Fruzsina (Komádi) - pónifogathajtó
- Kovács Csaba
- Kovács Dávid, (Alsónémedi) - pónifogathajtó
- Kovács Roland, (Kiskunmajsa) - pónifogathajtó
- Kecskeméti László

## L
- Lázár Vilmos (fogathajtó, 1942)
- Lázár Vilmos (fogathajtó, 1967)
- Lázár Zoltán (fogathajtó)

## M
- Mátyus Viktor
- Móra László
- Mórocz János, (Szarvas) - pónifogathajtó
- Muity Ferenc
- Muity Sándor

## N
- Németi Tamás, (Felsőpakony) - pónifogathajtó
- Nagy Tibor, (Halásztelek) - pónifogathajtó, nagy2-es bakhajtó

## P
- Papp József
- Pettkó-Szandtner Tibor
- Palkovics Dávid

## S
- Széplaki Pál
- Szloboda Martin, póni fogathajtó, 2018/2019 póni fedeles magyar bajnok
- Szloboda Zoltán, póni fogathajtó

## V
- Váczi Ernő
- Váradi Jenő dr. csapatkapitány
- Virág Zoltán